# Zdzianna
Zdzianna – wieś na Ukrainie w rejonie drohobyckim należącym do obwodu lwowskiego.